# Serhij Lahkoeti
Serhij Olehovitsj Lahkoeti (Oekraïens: Сергій Олегович Лагкуті) (Simferopol, 24 april 1985) is een Oekraïens voormalig wielrenner die reed voor Kolss-BDC.

## Carrière
Als wielrenner was Lahkoeti zowel op de baan als op de weg actief. Als wegwielrenner behaalde hij overwinningen in onder andere de Ronde van Bulgarije en de Ronde van het Qinghaimeer. Daarnaast werd hij in 2015 nationaal kampioen tijdrijden. Op de baan waren zijn beste resultaten bronzen medailles op de Europese kampioenschappen baanwielrennen van 2010 en 2012 op de puntenkoers.

## Belangrijkste overwinningen
2009
6e etappe Ronde van Bulgarije
2010
5e etappe Baltyk-Karkonosze-Tour
2012
4e etappe Ronde van Bulgarije
2014
8e etappe Ronde van het Qinghaimeer
2015
Mayor Cup
 Oekraïens kampioen tijdrijden, elite
Horizon Park Race for Peace
2016
1e en 2e (deel A, TTT) etappe Ronde van Oekraïne
Eindklassement Ronde van Oekraïne
6e etappe Ronde van het Qinghaimeer
Eindklassement Ronde van het Qinghaimeer
2017
2e etappe (TTT) Ronde van Oekraïne
Tour de Ribas
1e etappe Ronde van Bulgarije-Noord
Eind- en bergklassement Ronde van Bulgarije-Noord

## Resultaten in voornaamste wedstrijden
| Jaar | Ronde van Almaty |  | WK op de weg |
| ---- | ---------------- |  | ------------ |
| 2013 | 60e              |  |              |
| 2014 | 61e              |  | opgave       |
| 2015 |                  |  |              |
| 2016 |                  |  | opgave       |